# أبو العباس عبد الله بن إبراهيم
أبو العباس عبد الله بن إبراهيم الأغلبي التميمي والمعروف إختصاراً بـ عبد الله الأول (166 هـ - 201 هـ - 783م - 817م) ثاني ملوك الدولة الأغلبية تولى المُلك عام 196 هـ بعد وفاة أبيه إبراهيم بن الأغلب واستمر ملكاً حتى وفاته في اليوم السادس من شهر ذي الحجة سنة 201 هـ وكانت مُدَة إمارته خمس سنين وشهرين. وكانت أيامه هادئة انتشر فيها الأمن والسكينة في ربوع البلاد المغربية قال ابن الأثير الجزري: «لم يكن في أيام عبد الله بن إبراهيم الأغلبي شر ولا حرب وسكن الناس وعُمَرت البلاد». وكان شديداً صارماً قال لسان الدين بن الخطيب: «كان شديداً قائماً على أمره جماعاً للأموال».

## نسبه
هو: عبد الله بن إبراهيم بن الأغلب بن سالم بن عقال بن خفاجة بن عباد بن عبد الله بن محمد بن سعد بن حرام بن سعد بن مالك بن سعد بن زيد مناة بن تميم بن مر بن أد بن عمرو بن إلياس بن مُضَر بن نزار بن معد بن عدنان السعدي التميمي يُكَنى بأبي العباس.

## أولاده
- مُحَمد بن عبد الله ولاه عمه زيادة الله الأول أميراً على صقلية عام 217 هـ.
- إبراهيم بن عبد الله ولاه عمه زيادة الله أيضاً أميراً على صقلية عام 220 هـ.
- عُمَر بن عبد الله وهو والد القائد أحمد بن عمر الاغلبي الذي تولى إمارة صقلية في عهد إبراهيم بن أحمد الأغلبي بين عامي (274 هـ - 278 هـ). وأخوه مُحَمد بن عُمَر تولى إمارة صقلية أيضاً قبله عام 273 هـ.